# Платан восточный
Платан восточный (лат. Platanus orientalis), также Чинар, Чинара — древесное растение, вид рода Платан (Platanus) семейства Платановые (Platanaceae).

## Распространение и экология
В природе ареал вида охватывает Азербайджан, Армению, Италию, Балканский полуостров (Албания, Греция), острова Эгейского моря, юг и запад Малой Азии (Турция), восточное побережье Средиземного моря (Сирия, Ливан, Израиль), острова Кипр и Крит. С древнейших времён культивируется по всему Средиземноморью; местами одичал. Имеет широкое распространение в Средней Азии.
Произрастает по долинам и берегам рек, в тугайных лесах, по дну ущелий, по берегам ручьёв и потоков в лощинах и среди горных лесов, на Балканском полуострове поднимается до 800 м над уровнем моря, в Малой Азии до 1500 м.
Восточный платан хорошо растёт на сильно щелочных почвах. Выносит задымление в условиях крупных городов.
Восточный платан достигает колоссальных размеров и исключительного долголетия. На острове Кос в Эгейском море произрастает платан с окружностью ствола 18 м и высотой 36 м. Учёные считают, что ему 2300 лет. Вероятно, не меньший возраст имеет знаменитый платан в долине Буюкдере у Босфора, достигающий 50 м высоты, с кроной около 80 м в окружности. В Туркменистане, в Фирюзинском ущелье Копетдага, известен тысячелетний платан «семь братьев» (назван так потому, что массивная крона поддерживается семью крупными стволами-ветвями) высотой 45 м, окружность основного ствола — 26 м.

## Ботаническое описание
|                           |
|                           |
| Листья и плодовые головки |

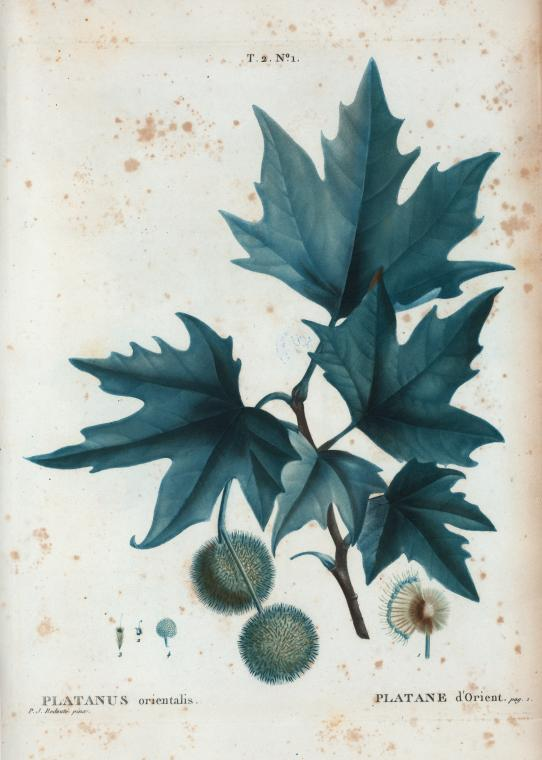
Ботаническая иллюстрация Пьера-Жозефа Редуте из книги Дюамеля дю Монсо «Traité des arbres et arbustes que l'on cultive en France en pleine terre», 1755

Дерево высотой 25—30 м, в ряде случаев до 50 м, с неровным, узловатым, чаще всего идущим до самой верхушки, мощным стволом диаметром до 12 м, в старости обычно дуплистым, и низко расположенной широкой, рыхлой и раскидистой кроной. Сучья искривлённые, отходят от ствола почти под прямым углом, нижние свисают к земле. Кора ствола светло-серая или зеленовато-серая, отпадает крупными тонкими чешуями, которые обнажают пятна более светлого внутреннего слоя коры белого или желтовато-серого цвета.
Листья большей частью пяти-, реже семилопастные, и на молодых побегах изредка трёхлопастные, длиной 12—15 см, шириной 15—18 см, в основании усечённые или широко-клиновидные, редко широко-сердцевидные. Лопасти листа продолговатые, выемчато-крупнозубчатые, с двумя—пятью зубцами с каждой стороны, редко почти цельнокрайные, зубцы коротко заострённые, выемки между лопастями закруглённые, достигающие середины листа или глубже. Молодые листья с обеих сторон густо покрыты белыми звёздчатыми волосками, позднее сверху тёмно-зелёные, часто глянцевитые, снизу более бледные, голые и лишь вдоль главных жилок и по их пазухам опушённые. Черешки сначала бело-войлочные, затем голые, длиной 5—7 см.
Плодовые головки диаметром около 2,5 см, щетинистые от длинных остающихся столбиков, чётковидно расположены по две—семь на общей ножке, боковые головки сидячие или на ножках.
Плоды к верхушке утолщённые, по всей поверхности опушённые жёсткими прижатыми волосками, с конической верхушкой, переходящей в прямой, голый столбик длиной около 4 мм.

## Значение и применение

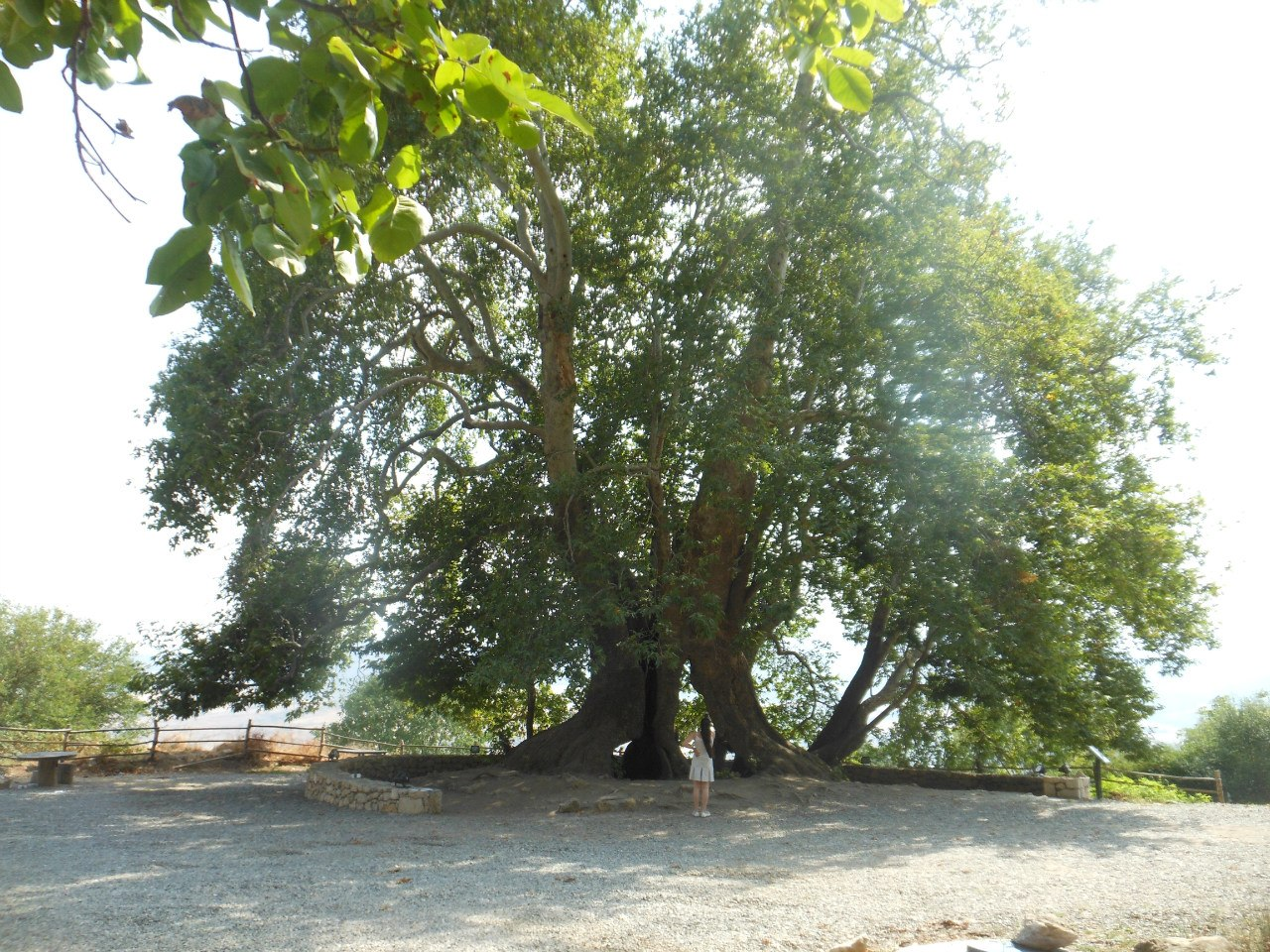
Возраст этого дерева, произрастающего в Нагорном Карабахе, составляет 2000 лет. В основании этого платана располагается дупло площадью 44 м², окружность ствола дерева — 27 м, высота — более 54 м. Крона этого исполина образует тень на поверхности земли площадью 1400 м²

Восточный платан излюбленное теневое дерево на Балканском полуострове и в странах Ближнего и Среднего Востока. Его сажают около родников, арыков, колодцев и ручьев, у храмов и жилых домов. Это дерево почитали и распространяли при своих завоеваниях древние греки, в частности, около 390 г. до н. э. оно было ими завезено в Италию. Во время своей экспансии древние римляне широко распространили его по своей империи, продвинув на запад и север. На Британских островах восточный платан был известен в культуре уже в середине XVI века, но, вероятно, появился там ещё в период римского завоевания.
Наиболее пригоден для одиночных посадок в садах, парках и скверах, а также для создания больших тенистых аллей и уличных посадок.

## Таксономия
Вид Платан восточный входит в род Платан (Platanus) семейства Платановые (Platanaceae) порядка Протеецветные (Proteales).
|  |                                      |  |                                                             |                                                             |                      |  | ещё одно семейство, Лотосовые (согласно Системе APG II) |  |  |                   |                      |
|  |                                      |  |                                                             |                                                             |                      |  |                                                         |  |  |                   |                      |
|  |                                      |  |                                                             | порядок Протеецветные                                       |                      |  |                                                         |  |  |                   | вид Платан восточный |
|  |                                      |  |                                                             | порядок Протеецветные                                       |                      |  |                                                         |  |  |                   | вид Платан восточный |
|  | отдел Цветковые, или Покрытосеменные |  |                                                             |                                                             | семейство Платановые |  | род Платан                                              |  |  |                   |                      |
|  | отдел Цветковые, или Покрытосеменные |  |                                                             |                                                             |                      |  | род Платан                                              |  |  |                   |                      |
|  |                                      |  | ещё 44 порядка цветковых растений (согласно Системе APG II) | ещё 44 порядка цветковых растений (согласно Системе APG II) |                      |  |                                                         |  |  | ещё более 5 видов |                      |
|  |                                      |  |                                                             | ещё 44 порядка цветковых растений (согласно Системе APG II) |                      |  |                                                         |  |  |                   |                      |